# Getande vlakjesmot
De getande vlakjesmot (Catoptria fulgidella) is een vlinder uit de familie grasmotten (Crambidae). De wetenschappelijke naam is voor het eerst geldig gepubliceerd in 1813 door Hübner.
De soort komt voor in Europa.